# Burning Heads
Burning Heads est un groupe de skate punk mélodique français, originaire d'Orléans. Il est fortement influencé par le hardcore mélodique californien (Dag Nasty) et quelques signatures d'Epitaph Records (en particulier Bad Religion).

## Biographie

### Débuts et années 1990
Le groupe est formé en 1987 à Orléans, et se compose au départ de Thomas (ex. Komintern Sect) à la batterie, Phil à la guitare, Jal à la basse et Doud au chant, remplacé au tournant de la décennie par Pierre (officiant également dans DDT) à la guitare et au chant.
Leur première tournée en compagnie des Thompson Rollets (groupe de Périgueux) qui passe par l'Italie et l'Espagne est l'un des actes fondateurs du groupe.
Après plusieurs singles (dont Hey You sur le label angevin Black & Noir), choisis comme Découvertes du Printemps de Bourges de l'année par Philippe Poustis, directeur artistique de la maison de disques Fnac Music, ils signent leur premier album avec Semetery, une filiale de Fnac Music. Enregistré en janvier 1992 par Donnell Cameron (ingénieur du son américain, ayant travaillé avec Bad Religion, Rancid, Blink 182, etc.) celui-ci contient notamment un reprise de Making Plans for Nigel d'XTC.
En 1993, les Burning Heads sont choisis par Noir Désir pour faire partie des groupes chargés d'assurer leur première partie lors de la tournée Tostaky. Cette tournée assure une plus grande visibilité au groupe orléanais et lui permet de jouer pour la première fois devant des milliers de personnes et dans des salles prestigieuses comme La Cigale ou l'Olympia.
Par la suite, le groupe signe au label Play It Again Sam (PIAS), et y publie Dive en 1994, avec aux commandes Jack Endino (ingénieur du son de la période Sub Pop de Mudhoney et Nirvana). Cette même année est marquée par le remplacement de Jal par JYB de DDT.

### Signature Epitaph Records
À la suite de diverses tournées en Hollande avec le groupe NRA, le groupe orléanais a l'occasion de rejoindre à la fin des années 1990 la division européenne du prestigieux label Epitaph Records (The Offspring, NOFX...) spécialisé en Punk mélodique. Be One With the Flames sort en 1998.
Après avoir composé et sélectionné une dizaine de morceaux entre mars et juin 1999, le groupe s'envole pour la Californie, effectue quelques concerts à Los Angeles, dont une prestation live sur les ondes de KXLU (ce concert sera publié en 2017 par le label Nineteen Something). En juillet, les Burning Heads rejoignent  le Hansek Studio et l'Ironwood Studio à Seattle pour mettre en boite les 14 titres d'un nouvel album :  Escape. L'album est enregistré et produit par Jack Endino qui avait déjà travaillé avec le groupe sur l’album Dive. Sorti en Europe le 12 novembre 1999 sur Epitaph Europe (la maison mère ayant refusé de distribuer l’album aux États-Unis), le disque se vend à 15 000 exemplaires, ce qui est loin des objectifs commerciaux du label. À la suite de cet album, Epitaph rompt le contrat qui les lie aux Burning Heads, le groupe doit alors changer de label.
Escape sort tout de même aux États-Unis en septembre 2000 sur le label indépendant Victory Records  et se vend autour de 1000 exemplaires en Amérique du Nord 
Ces disques punk rock chez Epitaph comportent quelques morceaux reggae/dub tels que, All's Fine et Babylon by Skate.

### Années 2000
Au début des années 2000, les Burning Heads passent de la signature d'un gros label indépendant (Epitaph) au label rock d'une grosse major (Yelen du groupe Sony). Ils sortent en 2001, Opposite, un album à part dans leur discographie, car intégrant de nombreux morceaux reggae, electro dub, drum and bass, dans la veine de groupes punk des années 1980 tels The Brigades. L'album terminé, Phil quitte le groupe (tout comme leur manager), puis est remplacé par (Éric « Fonfon » Fontaine), ancien membre de Kidnap et Hoax. Une tournée avec High Tone et NRA (nl) suit la sortie d'Opposite.
En 2003, un deuxième album, enregistré dans des conditions confortables par Fred Norguet est publié chez Yelen : Taranto.
En 2004, un album-concept avec Alif Sound System confirme un goût toujours plus prononcé pour explorer de nouveaux horizons musicaux. Lors de la tournée européenne Incredible Rock Machine Tour avec  The Uncommonmenfrommars, les deux groupes effectuent 50 dates en 50 jours grâce à leur tourneur commun et ainsi ils ont joué tous les soirs du 17 mars au 6 mai 2004.
Plus tôt, en 2001, lassés de passer d'un label à un autre, et afin de mettre en œuvre leur conception de la production musicale libérée des contraintes de l'industrie du disque, les Burning Heads finissent par passer à l'autoproduction en créant Opposite Prod, sur lequel paraissent Incredible Rock Machine (split avec The Uncommonmenfrommars), Bad Time For Human Kind (2006), Opposite 2 (2007), un nouvel album reggae, et Spread the Fire (2009). Ce dernier album est ensuite sorti aux États-Unis, avec un nouveau mixage, lors de leurs tournées avec The Adolescents.

### Années 2010
En juin 2011, le groupe sort Hear this, leur onzième album, avant d'entamer une nouvelle tournée marathon dans l'hexagone. L'été 2014, les Burning Heads effectuent une tournée de 27 dates aux États-Unis à l'invitation de Murder Majesty, un groupe de ska punk originaire de Las Vegas. Malgré les conditions précaires de cette tournée, celle-ci leur permet de se produire notamment à Pittsburgh avec D.O.A., à Las Vegas avec Subhumans ou à San Diego avec The Adolescents. En fin d'année, le groupe publie un nouvel album, Choose Your Trap en hommage à leurs 25 ans de carrière.
En 2015, le groupe fait l'objet d'un album hommage, intitulé Fire Walks With Me, coproduit par Buzz Off Records, Kicking Records et Blackout Productions.
En 2017-2018, le groupe se lance dans une grande tournée française afin de célébrer ses 30 ans d'existence.
En décembre 2018, les Burning Heads annoncent le départ de Pierre son chanteur sans pour autant que le groupe cesse ses activités.

### Années 2020 - Retour de Phil et nouveau chanteur
2019, Philippe Agogué est de retour dans le groupe qu'il avait quitté en 2001.
En 2020, le groupe sort l'album "Under Their Influence" composé de 19 reprises de groupes les ayant influencé, avec un chanteur différent sur chaque titre. On retrouve notamment des reprises de Naked Raygun, Descendents, des Hard-Ons ou encore des Bad Brains.
Fra, membre des groupes Ravi et The Eternal Youth, devient le chanteur officiel du groupe.

## Membres

### Membres actuels
- Thomas Viallefond - batterie
- JB - basse
- Mikis Luzeux - guitare
- Philippe Agogué - guitare
- Fra - Chant

### Anciens membres
- Doud - Chant (1987 - 1988)
- Patrick "Jal" Jalaux - basse (1987 - 1993)
- Eric "Fonfon" Fontaine - guitare (2001 - 2005)
- Pierre Mestrinaro - chant, guitare (1988 - 2018)

## Discographie

### Albums studio
- 1992 : Burning Heads (Semetery/WMD/Fnac Music ; réédition Fair & Square)
- 1994 : Dive (PIAS)
- 1996 : Super Modern World (A Donf', PIAS)
- 1997 : The Weightless Hits (compilation de faces B et EP ; Flitox Records, PIAS)
- 1998 : Be One With the Flames (Epitaph Europe)
- 1999 : Escape (Epitaph Europe)
- 2001 : Opposite (Yelen, Sony)
- 2003 : Taranto (Yelen, Sony)
- 2004 : Never Trust a Punk… (projet commun avec Alif Sound System sous le nom de BHASS Project)
- 2006 : Bad Time for Human Kind (Opposite Prod)
- 2007 : Opposite 2 (Opposite Prod)
- 2009 : Spread the Fire (Opposite Prod, réédite en 2010 aux États-Unis)
- 2011 : Hear this (Opposite Prod)
- 2014 : Choose Your Trap (Opposite Prod, Euthanasie)
- 2020 : Under Their Influence (Autoprod.) Album de reprises de groupes ayant influencé les Burning Heads, avec un chanteur différent sur chaque titre
- 2022 : Torches Of Freedom (Kicking Records/Opposite Prod)

### Splits
- 1992 : Something has to Change Today split / Thompson Rollets (Uncontrolled Records)
- 1995 : No! split / NRA (Diabolik Records)
- 1996 : A Burning Experience split avec Near Death Experience (Disagree Records)
- 1998 : Erase Yer Head # 8 split / The Marshes (Pandémonium)
- 2003 : Crossing the Bridge split / Vulgaires Machins
- 2005 : Incredible Rock Machine split / Uncommonmenfrommars
- 2009 : Shut Up and Listen split / The Adolescents (Opposite Prod, Slow Death, Wee Wee)

### EP et singles
- 1990 : Hey You SP (Black & Noir Records)
- 1990 : Reds SP (Flying Charentaise)
- 1992 : Making Plans For Nigel EP (Semetry Records)
- 1994 : Boooooo Hoooo SP (PIAS)
- 1998 : Wise Guy EP (Epitaph Europe)
- 2011 : EP (Crapoulet)
- 2021 : Fear Is a Liar EP (Kicking Records)

### Live
- 2017 : Live KXLU 1998 (Nineteen Something)
- 2017 : Escape Alive ! (Opposite Prod, PPandM)

### Album hommage
- 2015 : Fire Walks With Me

### Reprises
- 2015 : A Burning heads Tribute : Fire Walks With Me (Buzz Off, Kicking Records, BlackOut Prod!) - premier album des Burning Heads intégralement repris par 15 groupes.